# Paul van Dyk/Diskografie
Diese Diskografie ist eine Übersicht über die musikalischen Werke des deutschen DJs Paul van Dyk. Den Quellenangaben zufolge verkaufte er bisher mehr als fünf Millionen Tonträger. Seine erfolgreichste Veröffentlichung ist die Single For an Angel mit über 400.000 verkauften Einheiten.

## Alben

### Studioalben
| Jahr | Titel                     | Höchstplatzierung, Gesamtwochen, AuszeichnungChartplatzierungen (Jahr, Titel, Platzierungen, Wochen, Auszeichnungen, Anmerkungen) | Höchstplatzierung, Gesamtwochen, AuszeichnungChartplatzierungen (Jahr, Titel, Platzierungen, Wochen, Auszeichnungen, Anmerkungen) | Höchstplatzierung, Gesamtwochen, AuszeichnungChartplatzierungen (Jahr, Titel, Platzierungen, Wochen, Auszeichnungen, Anmerkungen) | Höchstplatzierung, Gesamtwochen, AuszeichnungChartplatzierungen (Jahr, Titel, Platzierungen, Wochen, Auszeichnungen, Anmerkungen) | Höchstplatzierung, Gesamtwochen, AuszeichnungChartplatzierungen (Jahr, Titel, Platzierungen, Wochen, Auszeichnungen, Anmerkungen) | Anmerkungen                                              |
| Jahr | Titel                     | DE | AT | CH | UK | US | Anmerkungen                                              |
| ---- | ------------------------- | --- | --- | --- | --- | --- | -------------------------------------------------------- |
| 1993 | 45 RPM                    | — | — | — | — | — | Erstveröffentlichung: 1993                               |
| 1996 | Seven Ways                | DE81 (4 Wo.)DE | — | — | — | — | Erstveröffentlichung: 17. Juni 1996                      |
| 2000 | Out There and Back        | DE19 (7 Wo.)DE | — | — | UK12 (4 Wo.)UK | US192 (1 Wo.)US | Erstveröffentlichung: 5. Juni 2000                       |
| 2003 | Reflections               | DE8 (4 Wo.)DE | — | — | UK81 (1 Wo.)UK | — | Erstveröffentlichung: 7. September 2003                  |
| 2007 | In Between                | DE20 (3 Wo.)DE | — | CH88 (1 Wo.)CH | UK63 (1 Wo.)UK | US115 (2 Wo.)US | Erstveröffentlichung: 14. August 2007 Verkäufe: + 20.000 |
| 2012 | Evolution                 | DE22 (4 Wo.)DE | — | CH49 (2 Wo.)CH | — | — | Erstveröffentlichung: 20. März 2012                      |
| 2015 | The Politics of Dancing 3 | DE76 (1 Wo.)DE | — | — | — | — | Erstveröffentlichung: 8. Mai 2015                        |
| 2017 | From Then On              | DE45 (1 Wo.)DE | — | CH82 (1 Wo.)CH | — | — | Erstveröffentlichung: 20. Oktober 2017                   |
| 2018 | Music Rescues Me          | DE70 (1 Wo.)DE | — | — | — | — | Erstveröffentlichung: 7. Dezember 2018                   |
| 2020 | Guiding Light             | — | — | CH75 (1 Wo.)CH | — | — | Erstveröffentlichung: 28. August 2020                    |
| 2020 | Escape Reality            | — | — | — | — | — | Erstveröffentlichung: 17. April 2020                     |
| 2025 | This World Is Ours        | — | — | — | — | — | Erstveröffentlichung: 11. April 2025                     |

### Kompilationen
| Jahr | Titel                | Höchstplatzierung, Gesamtwochen, AuszeichnungChartplatzierungen (Jahr, Titel, Platzierungen, Wochen, Auszeichnungen, Anmerkungen) | Höchstplatzierung, Gesamtwochen, AuszeichnungChartplatzierungen (Jahr, Titel, Platzierungen, Wochen, Auszeichnungen, Anmerkungen) | Höchstplatzierung, Gesamtwochen, AuszeichnungChartplatzierungen (Jahr, Titel, Platzierungen, Wochen, Auszeichnungen, Anmerkungen) | Höchstplatzierung, Gesamtwochen, AuszeichnungChartplatzierungen (Jahr, Titel, Platzierungen, Wochen, Auszeichnungen, Anmerkungen) | Höchstplatzierung, Gesamtwochen, AuszeichnungChartplatzierungen (Jahr, Titel, Platzierungen, Wochen, Auszeichnungen, Anmerkungen) | Anmerkungen                         |
| Jahr | Titel                | DE | AT | CH | UK | US | Anmerkungen                         |
| ---- | -------------------- | --- | --- | --- | --- | --- | ----------------------------------- |
| 2009 | Volume – The Best Of | DE18 (6 Wo.)DE | AT69 (1 Wo.)AT | — | UK34 (2 Wo.)UK | US115 (1 Wo.)US | Erstveröffentlichung: 12. Juni 2009 |

Weitere Kompilationen
- 1997: Perspective – A Collection of Remixes 1992–1997
- 1998: Vorsprung Dyk Technik: Remixes 92–98 (Verkäufe: + 60.000, UK: Silber)
- 1999: Paul van Dyk’s Nervous Tracks
- 2002: Global
- 2004: The Remixes 94–04
- 2004: Perfect Remixes Vol. 2
- 2008: 10 Years GMF Compilation
- 2008: Cream Ibiza

### Remixalben
- 1993: X-Mix-1 – The MFS Trip
- 1999: 60 Minute Mix
- 2001: The Politics of Dancing
- 2003: Mixmag
- 2004: Re-Reflections
- 2005: The Politics of Dancing 2
- 2005: Paul van Dyk – Exclusive 12 Track Trance Mix
- 2005: Paul van Dyk DJ Mag Compilation
- 2009: Vonyc Sessions 2009
- 2010: Gatecrasher Anthems (Verkäufe: + 60.000, UK: Silber)
- 2010: Vonyc Sessions 2010
- 2010: Paul van Dyk Presents: 10 of Years Vandit
- 2011: Vonyc Sessions 2011
- 2012: Vonyc Sessions 2012
- 2013: Vonyc Sessions 2013
- 2013: (R)Evolution: The Remixes

### Soundtracks
- 2002: Zurdo (Soundtrack zum Film Zurdo, wurde nur in Mexiko veröffentlicht)

### EPs
- 1994: The Green Valley EP
- 2001: Columbia EP
- 2008: Hands on in Between (Verkäufe: + 10.000)

## Singles
| Jahr | Titel Album                                 | Höchstplatzierung, Gesamtwochen, AuszeichnungChartplatzierungen (Jahr, Titel, Album, Platzierungen, Wochen, Auszeichnungen, Anmerkungen) | Höchstplatzierung, Gesamtwochen, AuszeichnungChartplatzierungen (Jahr, Titel, Album, Platzierungen, Wochen, Auszeichnungen, Anmerkungen) | Höchstplatzierung, Gesamtwochen, AuszeichnungChartplatzierungen (Jahr, Titel, Album, Platzierungen, Wochen, Auszeichnungen, Anmerkungen) | Höchstplatzierung, Gesamtwochen, AuszeichnungChartplatzierungen (Jahr, Titel, Album, Platzierungen, Wochen, Auszeichnungen, Anmerkungen) | Anmerkungen                                                                                                   |
| Jahr | Titel Album                                 | DE | AT | CH | UK | Anmerkungen                                                                                                   |
| ---- | ------------------------------------------- | --- | --- | --- | --- | --- |
| 1996 | Beautiful Place Seven Ways                  | — | — | — | UK82 (1 Wo.)UK | Erstveröffentlichung: 20. Mai 1996 feat. Natascha Seidel                                                      |
| 1996 | Forbidden Fruit Seven Ways                  | — | — | — | UK69 (2 Wo.)UK | Erstveröffentlichung: 1996                                                                                    |
| 1997 | Words Seven Ways                            | — | — | — | UK54 (2 Wo.)UK | Erstveröffentlichung: 27. Oktober 1997 feat. Toni Halliday                                                    |
| 1998 | For an Angel 45 RPM                         | DE44 (9 Wo.)DE | — | — | UK28 Gold · (30 Wo.)UK | Erstveröffentlichung: 24. August 1998 Verkäufe: + 400.000                                                     |
| 1999 | Another Way / Avenue Out There and Back     | DE52 (9 Wo.)DE | — | CH94 (1 Wo.)CH | UK13 (7 Wo.)UK | Erstveröffentlichung: 18. Oktober 1999                                                                        |
| 2000 | Tell Me Why (The Riddle) Out There and Back | DE45 (7 Wo.)DE | — | CH82 (3 Wo.)CH | UK7 (7 Wo.)UK | Erstveröffentlichung: 8. Mai 2000 feat. Saint Etienne                                                         |
| 2000 | We Are Alive Out There and Back             | DE14 (12 Wo.)DE | AT49 (5 Wo.)AT | — | UK15 (6 Wo.)UK | Erstveröffentlichung: 13. November 2000                                                                       |
| 2003 | Nothing But You Reflections                 | DE11 (9 Wo.)DE | — | CH76 (1 Wo.)CH | UK14 (6 Wo.)UK | Erstveröffentlichung: 23. März 2003 feat. Hemstock & Jennings                                                 |
| 2003 | Time of Our Lives / Connected Reflections   | DE14 (9 Wo.)DE | AT47 (5 Wo.)AT | CH70 (2 Wo.)CH | UK28 (3 Wo.)UK | Erstveröffentlichung: 23. September 2003 feat. Vega 4                                                         |
| 2004 | Crush Reflections                           | DE48 (8 Wo.)DE | — | — | UK42 (3 Wo.)UK | Erstveröffentlichung: 23. März 2004 feat. Second Sun                                                          |
| 2004 | Wir sind wir Re-Reflections                 | DE13 (19 Wo.)DE | AT75 (1 Wo.)AT | — | — | Erstveröffentlichung: 24. Juni 2004 feat. Peter Heppner                                                       |
| 2005 | The Other Side The Politics of Dancing 2    | DE29 (9 Wo.)DE | — | — | UK58 (2 Wo.)UK | Erstveröffentlichung: 23. August 2005 feat. Wayne Jackson                                                     |
| 2007 | White Lies In Between                       | DE38 (6 Wo.)DE | AT73 (1 Wo.)AT | — | UK80 (1 Wo.)UK | Erstveröffentlichung: 18. Juli 2007 feat. Jessica Sutta                                                       |
| 2007 | Let Go In Between                           | DE21 (11 Wo.)DE | — | — | — | Erstveröffentlichung: 7. Dezember 2007 feat. Rea Garvey                                                       |
| 2009 | For an Angel 2009 Volume – The Best Of      | DE21 (9 Wo.)DE | AT31 (6 Wo.)AT | — | UK68 (3 Wo.)UK | Erstveröffentlichung: 26. Mai 2009                                                                            |
| 2009 | Home Volume – The Best Of                   | DE54 (4 Wo.)DE | — | — | — | Erstveröffentlichung: 5. Oktober 2009 feat. Johnny McDaid                                                     |
| 2022 | In Your Arms (For an Angel) Ride            | DE36 (16 Wo.)DE | AT— GoldAT | CH61 (1 Wo.)CH | — | Erstveröffentlichung: 28. Januar 2022 Verkäufe: + 35.000 Nico Santos feat. Robin Schulz, Topic & Paul van Dyk |

Weitere Singles
| - 1992: Perfect Day (mit Cosmic Baby als The Visions Of Shiva) - 1995: Emergency – The Remixes - 2009: We Are One (feat. Johnny McDaid) - 2010: Remember Love (mit Armin van Buuren & Paul Oakenfold als DJ’s United zugunsten der Opfer der Loveparade 2010) - 2012: Verano (feat. Austin Leeds) - 2012: Such A Feeling (feat. Austin Leeds & Elijah King) - 2012: Eternity (feat. Adam Young) - 2012: Everytime (feat. Fieldwork) - 2012: The Ocean (feat. Arty) - 2012: I Don’t Deserve You (feat. Plumb) - 2013: We Are One 2013 (feat. Arnej) - 2013: We Are Tonight (feat. Christian Burns) - 2014: Come With Me (feat. Ummet Ozcan) - 2014: Only In A Dream (mit Jessus & Adham Ashraf feat. Tricia McTeague) - 2014: Guardian (mit Aly & Fila feat. Sue McLaren) - 2015: Louder (mit Roger Shah feat. Daphne Khoo) - 2015: Lights (feat. Sue McLaren) - 2016: Together Again (mit Farhad Mahdavi & Sue McLaren) - 2016: Berlinition (mit Chris Bekker & Chris Montana) - 2016: We Are (mit Alex M.O.R.P.H.) - 2016: Everyone Needs Love (mit Ronald van Gelderen & Gaelan & Lumiere) - 2017: Touched by Heaven - 2017: Stronger Together (mit Pierre Pienaar) - 2017: I Am Alive - 2017: Escape Reality Tonight (mit Emanuele Braveri feat. Rebecca Burch) - 2018: Breaking Dawn (mit Alex M.O.R.P.H.) - 2018: Vortex (mit James Cottle) - 2018: Shine (Ibiza Anthem 2018) (Paul van Dyk presents Shine) - 2018: Music Rescues Me (feat. Plumb) - 2018: Voyager (mit Alex M.O.R.P.H.) - 2019: Moments With You (mit Rafael Osmo) - 2019: Aurora (mit Steve Dekay) | - 2019: Future Memories (mit Saad Ayub) - 2019: Shine (Ibiza Anthem 2019) (mit Alex M.O.R.P.H.) - 2019: Galaxy (mit Vini Vici) - 2019: Parallel Dimension (mit Elated) - 2020: Duality - 2020: First Contact (mit Kinetica) - 2020: Guiding Light (mit Sue McLaren) - 2020: Awakening (mit Will Atkinson) - 2021: Wishful Thinking (mit Kolonie) - 2022: Alternative Sphere (mit Troels Hammer) - 2022: Shine (Ibiza Anthem 2022) (mit Aly & Fila) - 2022: But Not Tonight (mit Christian Burns) - 2022: Two Rivers (mit Rafael Osmo) - 2022: Artefact (mit Fuenka) - 2022: Rhapsody (mit Chris Bekker & Jan Dzialek) - 2022: Hawkins Square (mit Alex M.O.R.P.H.) - 2022: Orbital Decay - 2023: Venture X (mit Weekend Heroes feat. Christian Schottstaedt) - 2023: Beautiful Life (Shine Ibiza Anthem 2023) (mit Marc van Linden feat. Sue McLaren) - 2023: Someone Like You (mit Ciaran McAuley) - 2023: Fragmentation (mit Sean & Dee) - 2023: Voltage (mit Jordan Gill) - 2023: Acid TraXXX (mit Phuture & DJ Pierre) - 2023: Filthy Acid - 2024: Ouverture (mit Saad Ayub & Elevation) - 2024: Love Is Enough (mit Sue McLaren) - 2024: Shine Together Now (Shine Ibiza Anthem 2024) (mit Amos & Riot Night & Matt Noland) - 2024: Back 2 The FVTR (mit The YellowHeads) - 2024: Stay (mit Reznor) - 2025: Seven Seas (mit Fuenka) - 2025: Shed Your Light (mit Paul Thomas feat. Ekko) |

## Videoalben und Musikvideos

### Videoalben
- 2002: Global
- 2009: Volume – The Best Of (Limited Deluxe Edition)
- 2012: Evolution (Deluxe Edition)

### Musikvideos
| Jahr | Titel                       | Regie                                         |
| ---- | --------------------------- | --------------------------------------------- |
| 1997 | Forbidden Fruit             |                                               |
| 1998 | For an Angel (2. Version)   | — (Original) Rob Deacon (Love-Parade-Version) |
| 1999 | Another Way                 | Carsten Gutschmidt                            |
| 2000 | Tell Me Why (The Riddle)    | Marcus Sternberg                              |
| 2000 | We Are Alive                | Ulli Lindenmann, Marcus Sternberg             |
| 2003 | Nothing But You             | Olaf Heine                                    |
| 2003 | Time of Our Lives           | Pop Club                                      |
| 2004 | Crush                       | Hinrich Pflug                                 |
| 2004 | Wir sind wir                | Joern Heitmann                                |
| 2005 | The Other Side              |                                               |
| 2007 | White Lies                  |                                               |
| 2007 | Let Go                      |                                               |
| 2009 | For an Angel 2009           |                                               |
| 2009 | Home                        |                                               |
| 2012 | Verano                      |                                               |
| 2012 | Eternity                    |                                               |
| 2012 | The Ocean                   |                                               |
| 2012 | I Don’t Deserve You         |                                               |
| 2014 | Come with Me                |                                               |
| 2014 | Only in a Dream             |                                               |
| 2015 | Louder                      |                                               |
| 2015 | Lights                      |                                               |
| 2016 | Berlinition                 |                                               |
| 2017 | Touched by Heaven           |                                               |
| 2017 | Stronger Together           |                                               |
| 2022 | In Your Arms (For an Angel) | Marvin Ströter                                |

## Sonderveröffentlichungen
Remixe
| - 1992: Cosmic Baby – Oh Supergirl (The Sweetest Remix) - 1993: Dance 2 Trance – Take a Free Fall (Beyond the Stars Mix) - 1993: Humate – Love Stimulation (Lovemix by Paul van Dyk) - 1993: Sarin – International Kontrol (Paul van Dyk Remix) - 1993: General Base – Poison (Chemical Rush Remix) - 1993: Malaria! – Elation (Abstractmix) - 1993: Secret Knowledge – Sugar Daddy (Trip Across the Moon Remix) - 1993: Effective Force – Punishing the Atoms (Remix by Paul Van Dyk) - 1993: Effective Force – Illuminate the Planet (World in Order Mix by Paul Van Dyk) - 1994: New Order – Spooky (Out of Order Mix) - 1994: Tranceparents – Child Two (Summer Love Remix by Paul Van Dyk) - 1994: Inspiral Carpets – Saturn (High Energy Mix) - 1994: Jens Lissat – You Can’t Escape (Paul Van Dyk Remix) - 1994: Joe T. Vanelli feat. Csilla – Play with the Voice (Play with the Voice in Germany) - 1994: Effective Force – My Time Is Yours (Everlasting Love) - 1995: Blue – Spanish Lullaby (Stompin’ – Paul Van Dyk Remix) - 1995: DFM – You Like That?! (Paul Van Dyk’s Slap N’ Tickle Mix) - 1995: Joe T. Vanelli – Voices in Harmony (Csilla in Wonderland Rmx) - 1995: Gut / Lane – Yadi Yadi (7/Eleven + Yadibird) - 1995: Effective Force – Left Hand, Right Hand (PJP’s Full Story Remix) - 1996: Dina Carroll – Only Human (BT & PVD’s 7 Inch Skies Dub) - 1996: Digivalley – Deeper Love (Searchin’ for a …) (Paul Van Dyk Dub) - 1996: BT – Blue Skies (Paul Van Dyk’s blauer Himmel Mix) - 1996: Denki Groove – Niji (Paul van Dyk’s Pot of Gold Remix) - 1997: Dina Carroll – Run to You (BT And Paul Van Dyk’s 7 Skies Vocal Mix) - 1997: Amen! UK – Passion (Paul Van Dyk’s Herbit in Berlin Mix) - 1997: The Age of Love – The Age of Love (Paul van Dyk „Love of Ages“ Remix) - 1997: BT – Remember (Paul van Dyk’s Recollected Remix) - 1997: Sunday Club – Healing Dream (Paul van Dyk’s Inner-Mind Remix) - 1997: Curve – Chinese Burn (Paul van Dyk Forbidden City Remix) - 1997: Tilt – Rendezvous (Tilt vs. Paul van Dyk Rendezvous Quadrophonic Mix) - 1997: BT – Flaming June (BT & PvD Original Mix) - 1997: Tenth Chapter – Prologue (The Carl Cox & Paul van Dyk Mix) - 1997: Qattara – Come with Me (Paul van Dyk Remix) | - 1998: Binary Finary – 1998 (Paul van Dyk Remix) - 1999: Faithless – Bring My Family Back (Paul van Dyk Club Mix) - 1999: Piet Blank & Jaspa Jones – Cream (Paul van Dyk Mix) - 2000: The Thrillseekers – Synaesthesia (Paul van Dyk Remix) - 2001: Jam & Spoon feat. Rea – Be.Angeled (PvD Club Mix) - 2001: U2 – Elevation (The Vandit Club Mix) - 2001: Rammstein – Ich Will (Paul van Dyk Remix) - 2005: Deep Dish – Say Hello (Paul van Dyk Remix) - 2006: Depeche Mode – Martyr (Paul van Dyk Remix) - 2007: Justin Timberlake – What Goes Around … Comes Around (Paul van Dyk Club Mix) - 2007: Britney Spears – Gimme More (Paul van Dyk Vandit Club Mix) - 2008: The Wombats – Moving to New York (Paul van Dyk Remix) - 2008: Jon O’Bir – Ways & Means (Paul van Dyk Remix) - 2008: Lisa Miskovsky – Still Alive (Mirrors Edge-Theme) (Paul van Dyk Remix) - 2009: Hans Zimmer & James Newton Howard – Poor Choice of Words (Paul van Dyk Remix) - 2009: Alex M.O.R.P.H. feat. Ana Criado – Sunset Boulevard (Paul van Dyk Remix) - 2009: Nathalie Makoma – I Won’t Forget (Paul van Dyk Remix) - 2009: Madonna – Revolver (Paul van Dyk Remix) - 2011: Daniel Nitt – The Falling (Paul van Dyk Remix) - 2011: Solange – Messages (Paul van Dyk Remix) - 2011: Moby – Lie Down in Darkness (Paul van Dyk Remix) - 2011: Rea Garvey – Can’t Stand The Silence (Paul van Dyk Remix) - 2011: Hurts – Sunday (Paul van Dyk Remix) - 2012: Linkin Park – Burn It Down (Paul van Dyk Remix / Paul van Dyk No Rap Remix) - 2015: Mino Safy – Around the Garden (Paul van Dyk Remix) - 2016: Chris Bekker feat. Tricia McTeague – We Can Be (PvD Club Mix) - 2021: Energy 52 – Cafe Del Mar (Paul van Dyk’s XOXO Remix / Paul van Dyk’s Shine Remix) - 2022: Tritonal & Haliene – Losing My Mind (Paul van Dyk Remix) - 2022: Illenium & Skylar Grey – From The Ashes (Paul van Dyk Remix) |

## Statistik

### Chartauswertung
|                     | DE    | AT    | CH    | UK    | US    |
| ------------------- | ----- | ----- | ----- | ----- | ----- |
| Nummer-eins-Alben   | DE—DE | AT—AT | CH—CH | UK—UK | US—US |
| Top-10-Alben        | DE1DE | AT—AT | CH—CH | UK—UK | US—US |
| Alben in den Charts | DE9DE | AT1AT | CH4CH | UK4UK | US3US |

|                       | DE     | AT    | CH    | UK     | US    |
| --------------------- | ------ | ----- | ----- | ------ | ----- |
| Nummer-eins-Singles   | DE—DE  | AT—AT | CH—CH | UK—UK  | US—US |
| Top-10-Singles        | DE—DE  | AT—AT | CH—CH | UK1UK  | US—US |
| Singles in den Charts | DE14DE | AT5AT | CH5CH | UK13UK | US—US |

### Auszeichnungen für Musikverkäufe
Goldene Schallplatte
- Brasilien
  - 2024: für die Single In Your Arms (For an Angel)
- Russland
  - 2008: für die EP Hands on in Between

Platin-Schallplatte
- Russland
  - 2007: für das Album In Between

Anmerkung: Auszeichnungen in Ländern aus den Charttabellen bzw. Chartboxen sind in ebendiesen zu finden.
| Land/RegionAuszeichnungen für Musikverkäufe (Land/Region, Auszeichnungen, Verkäufe, Quellen) | Silber     | Gold     | Platin  | Verkäufe | Quellen             |
| -------------------------------------------------------------------------------------------- | ---------- | -------- | ------- | -------- | ------------------- |
| Brasilien (PMB)                                                                              | —          | Gold1    | —       | 20.000   | pro-musicabr.org.br |
| Österreich (IFPI)                                                                            | —          | Gold1    | —       | 15.000   | ifpi.at             |
| Russland (NFPF)                                                                              | —          | Gold1    | Platin1 | 30.000   | 2m-online.ru        |
| Vereinigtes Königreich (BPI)                                                                 | 2× Silber2 | Gold1    | —       | 520.000  | bpi.co.uk           |
| Insgesamt                                                                                    | 2× Silber2 | 4× Gold4 | Platin1 |          |                     |